# Фетальний алкогольний синдром

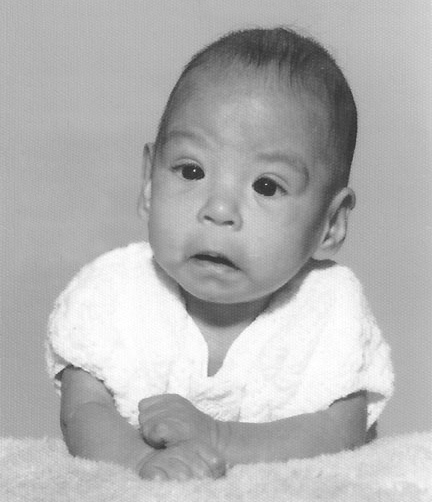
Дитина з рисами обличчя, характерними для ФАТ: маленькі очі, згладжений підносовий жолобок, вузька верхня губа

Фета́льний алкого́льний синдро́м (ФАС) — це медичний діагноз, який ставлять за низкою фізичних та неврологічних ознак, що виникають внаслідок впливу алкоголю на плід під час вагітності (внаслідок пренатального впливу алкоголю). ФАС — це найважчий наслідок пренатального впливу алкоголю.
Для ФАС характерні такі ознаки:
- наявність специфічних рис обличчя (специфічний набір лицевих дисморфій):
  - короткі очні щілини
  - згортка епіканта — у внутрішньому куточку ока може бути складка шкіри, що накриває місце, де сходяться повіки
  - аномалії у премаксилярній ділянці
  - сплощена або тонка верхня губа
  - відсутній або нечіткий фільтр (жолобок) над верхньою губою
  - пласка середня третина обличчя
- затримка фізичного розвитку:
  - мала вага при народженні, надалі постійна мала вага, не зумовлена харчуванням
- порушення розвитку центральної нервової системи (ЦНС), принаймні одне з наступного:
  - зменшений обвід голови при народженні чи пізніше
  - структурні аномалії ЦНС (наприклад, часткова або повна агенезія мозолистого тіла; гіпоплазія мозочка)
  - значні або «м'які» неврологічні симптоми
  - порушення розвитку дрібної моторики чи зорово-моторної координації
  - нейросенсорні порушення
  - неправильна хода
  - когнітивні порушення
  - аномалії нейророзвитку

Діагноз встановлюється лікарем (неонатологом, педіатром, генетиком), який пройшов спеціальне навчання.
Найбільш розповсюдженим і найменш діагностованим є ФАСП — фетальний алкогольний спектр порушень. ФАСП — це загальний термін, що описує діапазон наслідків, які можуть виникнути у дитини під впливом алкоголю в утробі матері.
Особливості фізичного розвитку при ФАС
Діти, що зазнали пренатального впливу алкоголю, мають меншу масу тіла при народженні. Крім того, вони можуть бути меншого зросту, ніж інші новонароджені. Більшість уражених алкоголем дітей залишаються меншими за однолітків протягом усього дитинства.
Характеристики центральної нервової системи (особливості нейророзвитку) при ФАС чи ФАСП
Наслідки порушення нейророзвитку — це результати змін у мозку, що спостерігаються у дитини, ураженої алкоголем. У таких дітей можуть бути зміни фізичної структури мозку.
Пренатальний вплив алкоголю спричинює широкий спектр порушень нейророзвитку. До найбільш поширених належать:
- затримка розвитку чи розумова відсталість
- порушення уваги та проблеми з контролем збудження — однак це не класичний синдром дефіциту уваги з гіперактивністю
- проблеми з навчанням (особливо у галузі математики) або пізнавальні розлади — внаслідок проблем із запам'ятовуванням, увагою і складнощами у виконавчій функції
- порушення розвитку мови та мовлення — найбільше проявляються у вживанні комплексного мовлення та поганому розумінні змісту абзаців
- специфічні проблеми з критикою та соціальною поведінкою (часто неадекватна соціальна поведінка)
- проблеми з моторикою
- порушення сенсорної інтеграції (візуально-просторові порушення)
- реактивний розлад прихильності

Дуже важливо якомога раніше встановити діагноз ФАС чи ФАСП і зрозуміти, з якими величезними труднощами стикаються діти. Якщо ці стани не виявлено в ранньому віці, дітей можуть просто вважати «поганими», «лінивими», або такими, що навмисне погано поводяться. Ці ярлики можуть негативно впливати на розвиток і особливо на самооцінку дитини. Так, дослідження «вторинних порушень», пов'язаних з ФАС, показало, що у дітей, чий справжній стан був відомий до досягнення ними шкільного віку, рідше виникали довготривалі поведінкові та соціальні проблеми. Це дослідження чітко показало, що чим раніше було виявлено ФАС, тим менше виникало вторинних проблем.
Вторинне порушення — це таке, з яким людина не народжується, але яке формується внаслідок наявного (первинного) порушення. Вторинним порушенням можна запобігти за допомогою відповідного втручання та виховання.
Підлітковий вік може бути особливо важким періодом для юних хлопців та дівчат з ФАСП.
Успішна стратегія навчання дітей з ФАСП передбачає:
- використання конкретних прикладних методів
- встановлення та дотримання структурованих процедур
- використання коротких та простих інструкцій
- постійне повторення знань
- забезпечення постійного нагляду, можливо, протягом всього життя